# 噴泥
噴泥（ふんでい）とは、鉄道において、線路構造の老朽化または異状を示す現象のひとつ。線路上に泥が噴き出たように見えるためこの名がある。

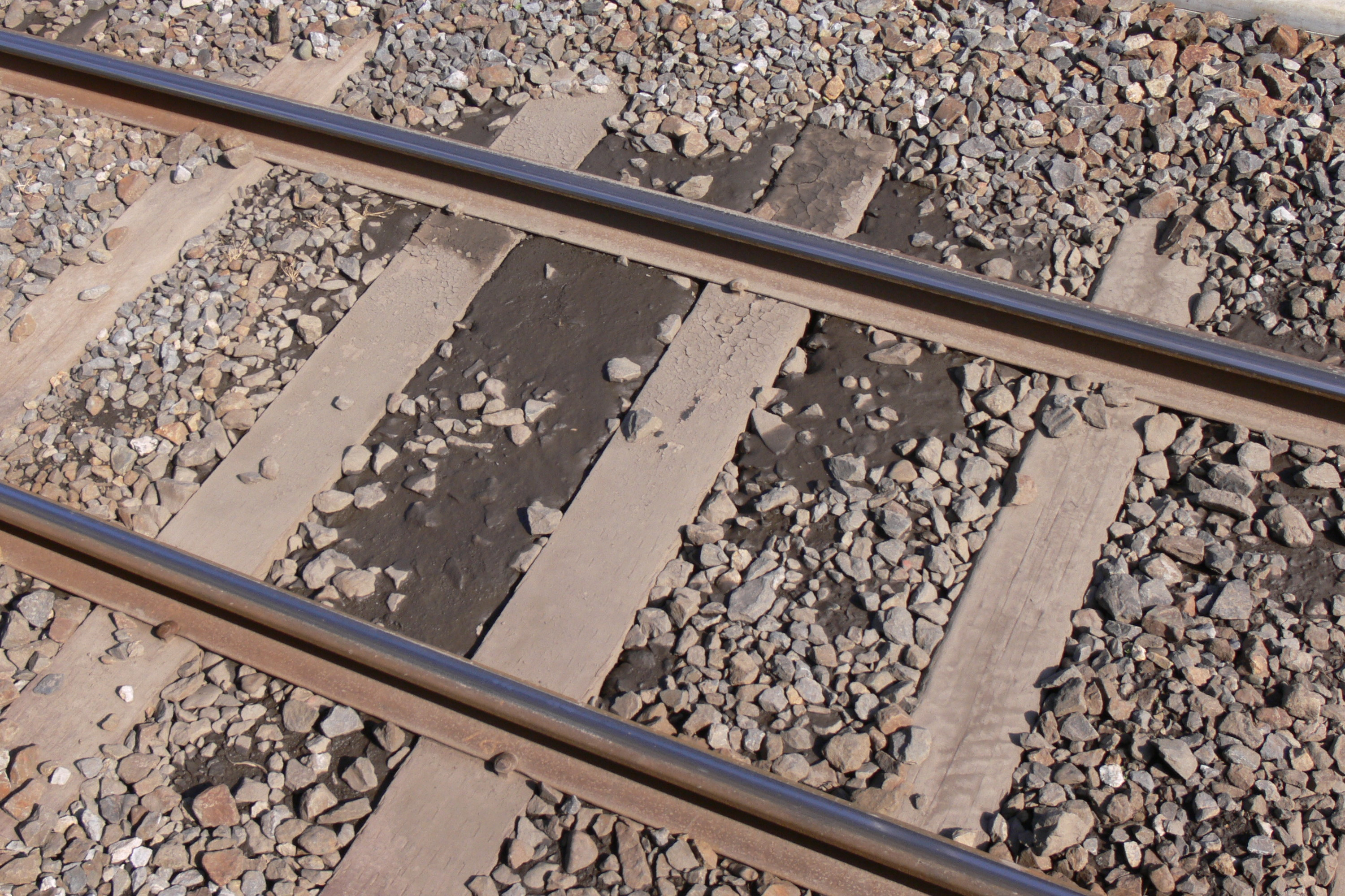
鉄道線路に発生した噴泥。

通常、鉄道の「線路」と呼ばれているものは、鉄道工学上は「軌道」という。一般的な軌道構造は、天然の地表（路床という）を切り取り、または土を盛って路盤を形成し、その上に砕石（バラスト）を敷いて道床とし、枕木及びレールを敷く「バラスト軌道」と言われるものである。噴泥は、このバラスト軌道の場合に発生し、コンクリートや鋼への直結軌道には見られないが、不陸のある路床に直接コンクリート路盤を設置すると稀に発生する場合がある。
噴泥発生のメカニズムは、以下の2通りに分類される。
1. 路盤噴泥・・・地下水上昇や長期の浸水等でやわらかくなったり、あるいは長年列車振動などで荒らされた路盤表面の土が泥となり、列車荷重など圧力がかかった際にバラストの隙間を上昇し、道床表面に噴出する。
2. 道床噴泥・・・長年の列車振動により粉砕されたバラスト粒や、バラスト敷設時に混入した土、または外部から持ち込まれた塵芥等が、泥となってバラストの隙間を塞ぎ、固結する。

噴泥が発生すると、レールと枕木をやわらかく支えているバラスト道床の弾性力が失われ、軌道変状（陥没、張り出し等）の危険性が大きくなる。よって、噴泥が発生した場合は以下により補修しなければならない。
- 道床交換・・・噴泥発生範囲のバラストを全部取り替える。
- 道床ふるい分け・・・噴泥発生範囲のバラストをふるいにかけ、一定以上の粒径のバラストだけ戻す。足りない分は新しいバラストを補充する。

また、噴泥を発生させないようにするには、路盤表面に適切な排水勾配を設けて水はけをよくしたり、路盤表面をアスファルトで舗装する強化路盤とする方法がある。